# William Trevor
William Trevor   (Mitchelstown, 24 de maig de 1928 - Somerset, 20 de novembre de 2016), va ser un novel·lista, contista, dramaturg i guionista irlandès.
Guanyador de nombrosos premis literaris a Irlanda, així com a Gran Bretanya o els Estats Units, membre de l'Acadèmia Irlandesa de les Lletres, i ennoblit per la reina Elisabet II del Regne Unit.

## Biografia

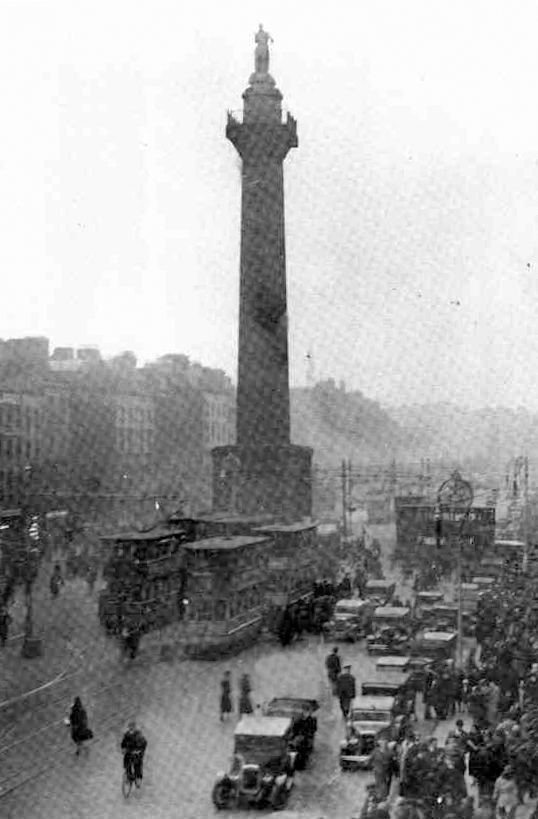
Columna de Nelson al carrer O'Connell de Dublín.

William Trevor va néixer el 1928 en una família protestant a Mitchelstown (Baile Mhistéala), una petita ciutat prop de Cork, on el seu pare treballava com a empleat al Bank of Ireland. Va estudiar primer al St Columba College, al comtat de Dublín, després al Trinity College (Dublín), on es va llicenciar en història. Després es va dedicar a l'escultura fins als 32 anys.
Casat amb Jane Ryan des del 1952, va deixar Irlanda el 1954 per establir-se a Londres, on va treballar durant uns anys com a editor en una agència de publicitat. Va ser allà on va descobrir l'escriptura, “per casualitat”. El 1958 va aparèixer la seva primera novel·la, Un estàndard de comportament.
El seu art de la novel·la breu es compara sovint amb el de Txèkhov.
William i Jane Trevor viuen a Devon des de fa molts anys. El 1989, William Trevor va publicar una antologia de contes irlandesos, The Oxford Book of Irish Short Stories, i després, el 1993, la seva autobiografia, titulada Excursions in the Real World.
La majoria de la seva obra va ser introduïda a França per l'escriptor i editor Daniel Arsand dels anys vuitanta.

## Obra

### Novel·les
- A Standard of Behaviour (1958)
- The Old Boys (1964)
- The Boarding House (1965)
- The Love Department (1966)
- Mrs Eckdorf in O'Neill's Hotel (1969)
- Miss Gomez and the Brethren (1971)
- Elizabeth Alone (1973)
- The Children of Dynmouth (1976)
- The Distant Past (1979)
- Other People's Worlds (1980)
- Fools of Fortune (1983)
- Nights at the Alexandra (1987)
- The Silence in the Garden (1988)
- Two Lives (1991), amb dues novel·les curtes:
  - Reading Turgenev
  - My House in Umbria
- Felicia's Journey (1994)
- Death in Summer (1998)
- The Story of Lucy Gault (2002)
- Love and Summer (2009)

### Reculls de novel·les curtes
- The Day We Got Drunk on Cake and Other Stories (1967)
- The Ballroom of Romance and Other Stories (1972)
- The Last Lunch of the Season (1973)
- Angels at the Ritz and Other Stories (1975)
- Lovers of their Time (1978)
- Beyond the Pale (1981)
- The Stories of William Trevor (1983)
- The News from Ireland and Other Stories (1986)
- Family Sins and Other Stories (1989)
- Outside Ireland: Selected Stories (1992)
- The Collected Stories (1992)
- After Rain (1996)
- Cocktails at Doney's (1996)
- The Hill Bachelors (2000)
- A Bit On the Side (2004)
- Cheating at Canasta (2007)

### Novel·les curtes
- The General’s Day (1970)
- The Rising of Elvira Tremlett (1977)
- Autumn Sunshine (1980)
- A Trinity (1987)
- Events at Drimaghleen (1987)
- In Love with Ariadne (1989)
- Rose Wept (1992)
- Gilbert’s Mother (1993)
- Against the Odds (1999)
- Sacred Statues (2002)
- The Dressmaker's Child (2006)
- At Olivehill (2006)
- The Room (2007)
- The Crippled Man (2009)
- The Dancing-Master’s Music (2009)
- The Woman (2013)

### Teatre
- Play for Today: O Fat White Woman (1971)
- The Old Boys (1971), adaptació escènica de la novel·la homònima
- A Night with Mrs da Tanka (1972)
- Going Home (1972)
- Marriages (1973)
- Scenes from an Album (1981)

### Literatura infantil i juvenil
- Juliet's Story (1992)

### Altres publicacions
- A Writer's Ireland: Landscape in Literature (1984)
- Excursions in the Real World: memoirs (1993)

## Premis
- Membre de l'Acadèmia Irlandesa de les Lletres
- Membre d’Aosdána
- 1977: Comandant honorari de l'Orde de l'Imperi Britànic
- 1994: membre de la Royal Society of Literature
- 2002: Cavaller Honorari Comandant de l'Orde de l'Imperi Britànic
- 2004: inauguració de l'estàtua de William Trevor a Mitchelstown, en la qual s’inscriu part dels seus premis literaris

## Premis literaris
- 1964: Hawthornden Prize for Literature per The Old Boys
- 1975: Royal Society of Literature per Angels at the Ritz and Other Stories
- 1976: Whitbread Award per The Children of Dynmouth
- 1976: Allied Irish Banks Prize for Fiction
- 1976: Heinemann Award for Fiction
- 1980: Giles Cooper Award per Beyond the Pale
- 1982: Giles Cooper Axard per Autumn Sunshine
- 1982: Jacob's Award per l'adaptation de The Ballroom of Romance
- 1983: Whitbread Prize per Fools of Fortune (Coup du sort)
- 1991: Booker Prize per Reading Turgeniev (En lisant Tourgueniev)
- 1994: Whitbread Prize per Felicia's Journey (Le Voyage de Felicia)
- 1999: David Cohen British Literature Prize (Arts Council of England)
- 2001: Irish Literature Prize
- 2003: Kerry Group Irish Fiction Award

Des del 2002, els premis O.Henry, fundats el 1919 als Estats Units per reconèixer les millors col·leccions de contes, estan disponibles per a autors no estatunidencs. William Trevor ha guanyat aquest premi tres vegades: el 2002 per a Estàtues sagrades, el 2006 per The Dressmaker's Child i el 2007 per The Room.

## Filmografia
- 1982: The Ballroom of Romance, pel·lícula irlandesa dirigida per Pat O'Connor a partir d'un guió de William Trevor basat en la seva pròpia història curta, protagonitzada per Brenda Fricker i Cyril Cusack
- 1990: Fools of Fortune, pel·lícula irlandesa dirigida per Pat O'Connor a partir d'un guió de William Trevor basat en la seva pròpia novel·la (Cop de sort), protagonitzada per Iain Glen, Mary Elizabeth Mastrantonio i Julie Christie
- 1999: Felicia's Journey, pel·lícula canadenca dirigida per Atom Egoyan a partir d’un guió de William Trevor basat en la seva pròpia novel·la Felicia's Journey, amb Bob Hoskins i Arsinée Khanjian
- 2003: My House in Umbria, Telefilm dirigit per Richard Loncraine basada en la novel·la de William Trevor (My House in Umbria), amb Maggie Smith